# Dongola
 (août 2013).
Si vous disposez d'ouvrages ou d'articles de référence ou si vous connaissez des sites web de qualité traitant du thème abordé ici, merci de compléter l'article en donnant les références utiles à sa vérifiabilité et en les liant à la section « Notes et références ».
Dongola (arabe : دنقلا Dunqulā ; arabe soudanais : Dungulā ; écrit également Dunqula, Dungula, Dongla, rarement Donggola ou Donqola) est un port fluvial, chef-lieu de l'État du Nord au Soudan. Parfois, elle est également appelée Nouvelle-Dongola, afin de la distinguer de l'ancienne Dongola (ancien nubien : Tungul ; arabe : دنقلا القديمة Dunqulā al-qadīma ; arabe soudanais : Dungulā-il-gadīma ; souvent Old Dongola), la capitale de la Nubie chrétienne de l'empire de Makurie.

## Géographie
La ville moderne est située dans le centre de la Nubie, à environ 200 km au sud du lac Nubia, la partie du lac Nasser au Soudan et à 500 km au nord-ouest de Khartoum, sur la rive gauche du Nil. Elle est à 50 km en aval de l'ancienne Dongola, c'est-à-dire au nord est.

## Population
Évolution de la population :
| 1973  | 1983   | 2008   |
| ----- | ------ | ------ |
| 5 626 | 10 146 | 56 167 |